# Noite de Reis
Noite de Reis (título original em inglês: Twelfth Night, Or What You Will) é uma peça de teatro do escritor inglês William Shakespeare (1564-1616).

## Personagens
- Duque Orsino: está apaixonado por Lady Olívia
- Viola: irmã idêntica de Sebastian, se veste de Cesário, trabalha para Orsino como entregador de mensagens de amor para Olívia, ama Duque de Orsino
- Sebastian: irmão idêntico de Viola, amigo de Antônio, inimigo de Orsino
- Lady Olívia: ama Viola (como Cesário)
- Entrementes: o tio de Olívia, junto de Sir Toby e Maria pregam uma peça no Malvólio
- Maria: empregada
- Malvólio: acha que Olívia o ama
- Feste: o bobo da casa
- Sir Andrew: ama Olívia

## Enredo
Noite de Reis é uma comédia sobre o amor. No reino de Illrya, o duque Orsino está apaixonado por Lady Olívia, que não o ama. Uma jovem mulher, Viola, chega a Illrya levada pelo mar após um naufrágio. Ela tem um irmão gêmeo idêntico, Sebastian, o qual ela acredita ter morrido afogado no naufrágio. Viola se disfarça de homem, muda seu nome para Cesário, e encontra trabalho como mensageiro de Orsino. O trabalho de Viola é mandar mensagens de amor de Orsino para Lady Olívia. Olívia se apaixona por Cesário (Viola), achando que ela é um homem. Viola se apaixona por Orsino, mas não pode revelar seu amor por ele pois Orsino acha que ela é Cesário, um homem. Assim um triângulo amoroso é formado.
Enquanto isso, o tio de Olívia, Sir Toby, e sua empregada Maria, pregam uma peça no pretensioso Malvólio. Maria falsifica uma carta para fazer Malvólio pensar que Lady Olivia está apaixonada por ele. Na carta, é pedido que Malvólio se vista com meias amarelas e ligas, e sorria constantemente para ganhar o amor de Lady Olívia. Malvólio acredita na carta e segue as instruções, o que leva Olívia a acreditar que ele está louco. Levando a brincadeira mais longe, Feste, o bobo da casa, tranca Malvólio num pequeno quarto escuro como se estivesse louco.
O triângulo amoroso é resolvido pela chegada de Sebastian, o irmão gêmeo de Viola. Sebastian chega com seu amigo Antônio, que é inimigo de Orsino. Sir Andrew, amigo de Sir Toby, também está apaixonado por Olívia e, achando que Sebastian é Cesário (a quem Olívia ama), desafia Sebastian para um duelo. Olívia vê Sebastian e, achando que ele é Cesário, o pede em casamento. Sebastian concorda e casa com Olívia.
Enquanto isso, Antônio foi aprisionado por Orsino e, vendo Cesário, acha que este é Sebastian e roga por sua ajuda. (Cesário) Viola não reconhece Antônio e ele acredita que Sebastian o traiu. Orsino e Cesário visitam Olívia. Olívia, achando que Cesário é Sebastian, o cumprimenta como seu marido. Orsino fica furioso. Sebastian aparece e a confusão é transformada numa feliz reunião. Orsino, percebendo que Viola (Cesário) é uma mulher, constata que ele a ama, e a pede em casamento.
Há um final feliz com Olívia casando com Sebastian, Orsino casando com Viola, Toby casando com Maria e Malvólio saindo do quarto escuro.